# Инкигур
Инкигур (Сешан) — скалистый мыс на побережье Чукотского моря в пределах Чукотского района Чукотского автономного округа.
Расположен на полуострове Дауркина, в 25 км северо-западнее устья реки Чегитун. Мыс Инкигур представляет собой высокие, обрывающиеся отвесно скалы и нагромождения камней. Эта скалистая стена почти неразрывно продолжается от мыса дальше на восток на несколько километров.
Происхождение топонима доподлинно не установлено, однако существует версия, согласно которой название произошло от сильно искаж. чук. йынрыйыр — «мыс».
На скалах мыса гнездятся кайры, а также небольшие колонии берингова баклана, крупных чаек, моёвки, тихоокеанского чистика, ипатки и топорка. На побережье у мыса фиксировались лежбища моржей.
Близ мыса находится древнеберингоморское поселение эскимосов Сешан, датируемое II веком до нашей эры.